# Roy Raymond
Roy Larson Raymond (* 15. April 1947 in Connecticut; † 26. August 1993 im Marin County, Kalifornien) war ein US-amerikanischer Geschäftsmann und Gründer von Victoria’s Secret.

## Leben
Nachdem Raymond die Stanford Graduate School of Business und die Tufts University besucht hatte, eröffnete er 1977 in Palo Alto das erste Victoria’s-Secret-Geschäft. 1978 wurde der erste Katalog gedruckt. Dafür musste er sich 80.000 US-Dollar leihen. Sein Einkommen in der Zeit als Besitzer von Victoria’s Secret wird auf sechs Millionen geschätzt. 1982 verkaufte er das Unternehmen mit sechs Filialen für eine Million US-Dollar an Les Wexner. 1984 eröffnete er das Geschäft My Child’s Destiny für Kinderkleider. Zwei Jahre später ging das Unternehmen jedoch bankrott.
Am 26. August 1993, mit 46 Jahren, verübte Raymond durch einen Sprung von der Golden Gate Bridge Suizid. Seine Leiche wurde fünf Tage später in der Bucht von San Francisco aufgefunden.